# Cruzamento evitado

Um cruzamento evitado de nível energético em um sistema de dois níveis sujeito a campo magnético externo. Observe as energias dos estados adiabáticos, e, e o autovalores do hamiltoniano fornecendo a energia dos autoestados, e.

Cruzamento evitado. O autovalores da matriz hermetiana depende do parâmetro real N e não pode cruzar exceto em uma variedade de N-2 dimensões. No caso da molécula diatômica (um parâmetro descreve a distância de ligação), e os autovalores não se cruzam. No caso da molécula triatômica, os autovalores podem se cruzar em um único ponto (ver intersecção cônica).
É particularmente importante em química quântica. Na aproximação de Born-Oppenheimer, o Hamiltoniano molecular eletrônico é diagonalizada de um conjunto de geometrias moleculares distintas (o resultado obtido autovalores são os valores da superfície de energia potencial adiabática). As geometrias nas quais as superfícies de energia potencial evitam o cruzamento são os locais onde a aproximação de Born-Oppenheimer falha.